# Pouteria wandae
Pouteria wandae là một loài thực vật có hoa trong họ Hồng xiêm. Loài này được Vink mô tả khoa học đầu tiên năm 2002.